# Fußball-Regionalliga 2013/14
Die Saison 2013/14 der Regionalliga war die sechste Saison der Fußball-Regionalliga als vierthöchste Spielklasse in Deutschland. Die Trägerschaft der Ligen ist vom Deutschen Fußball-Bund DFB auf die Regional- und Landesverbände übergegangen.

## Regionalligen
- Regionalliga Bayern 2013/14 mit 19 Mannschaften aus dem Bayerischen Fußball-Verband (BFV)
- Regionalliga Nord 2013/14 mit 18 Mannschaften aus dem Norddeutschen Fußball-Verband (NFV)
- Regionalliga Nordost 2013/14 mit 16 Mannschaften aus dem Nordostdeutschen Fußballverband (NOFV)
- Regionalliga Südwest 2013/14 mit 18 Mannschaften aus dem Fußball-Regional-Verband Südwest und dem Süddeutschen Fußball-Verband (SFV) mit Ausnahme des Bayerischen Fußball-Verbandes
- Regionalliga West 2013/14 mit 19 Mannschaften aus dem Westdeutschen Fußball- und Leichtathletikverband (WFLV)

## Aufstiegsspiele
An den Aufstiegsspielen zur 3. Liga nehmen die Meister der fünf Regionalligen und der Vizemeister der Regionalliga Südwest teil. Die Sieger der drei ausgelosten Aufstiegsspiele mit Hin- und Rückspiel steigen auf. Ein Aufeinandertreffen der beiden Qualifikanten der Regionalliga Südwest ist nicht möglich.
Bei einem Teilnahmeverzicht von Mannschaften, oder falls sich aus einer Regionalliga keine Mannschaft sportlich qualifiziert, werden Freilose vergeben.
Folgende Mannschaften qualifizierten sich sportlich für die Aufstiegsspiele:
- Meister der Regionalliga Bayern: FC Bayern München II
- Meister der Regionalliga Nord: VfL Wolfsburg II
- Meister der Regionalliga Nordost: TSG Neustrelitz
- Meister der Regionalliga Südwest: SG Sonnenhof Großaspach
- Zweitbester Anwärter der Regionalliga Südwest: 1. FSV Mainz 05 II
- Meister der Regionalliga West: SC Fortuna Köln

Die Auslosung der Partien fand am 26. April in der Halbzeitpause der Partie Hansa Rostock gegen RB Leipzig statt. Die Hinspiele haben am 28. Mai und die Rückspiele am 1. Juni stattgefunden.
|                         | Gesamt     |                      | Hinspiel  | Rückspiel |
| ----------------------- | ---------- | -------------------- | --------- | --------- |
| SC Fortuna Köln         | (a) 2:2(a) | FC Bayern München II | 1:0 (0:0) | 1:2 (0:1) |
| TSG Neustrelitz         | 1:5        | 1. FSV Mainz 05 II   | 0:2 (0:1) | 1:3 (0:1) |
| SG Sonnenhof Großaspach | 1:0        | VfL Wolfsburg II     | 0:0       | 1:0 (0:0) |